# 환경 요인
환경 요인, 환경 인자(environmental factor) 또는 생태 요인(ecological factor, eco factor)은 비생물이든 생물이든 생물에게 영향을 미치는 모든 요인을 말한다. 비생물 요인에는 주변의 온도, 햇빛의 양, 생물이 사는 물이나 토양의 pH 등이 있다. 생물 요인에는 먹을 것이나 생물학적 특이성, 경쟁자, 포식자, 기생충 등이 있다.

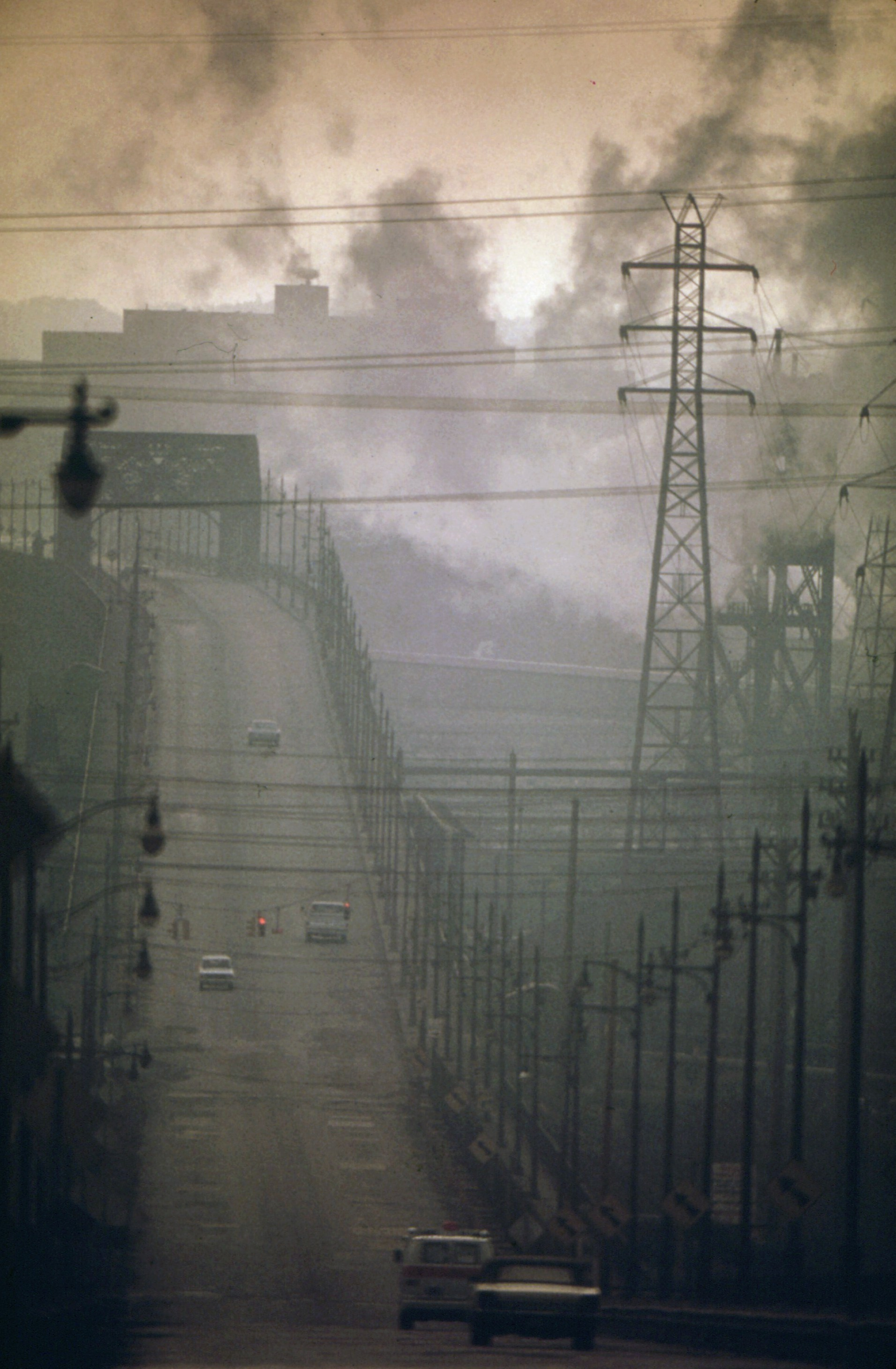
암은 환경 요인에 의해 발생하는 경우가 많다.

생물의 유전형(수정란 등)은 개체발생 도중 성인의 표현형으로 번역되며 개체발생 과정은 많은 환경 요인에 영향을 받는다. 여기서 표현형은 몸무게나 피부색 같이 생물의 모든 측정이나 정의 가능한 특징들이다.
단일유전자 유전성 질환과 다르게 환경 요인은 특정 상태에 유전적으로 취약해진 사람들의 질병 발달을 결정할 수 있다. 스트레스, 신체적이거나 정신적인 학대, 식품, 독소 노출, 병원체, 방사선, 가전 기구에서 나오는 화학 물질 등이 다수의 유전성 질환이 아닌 질병을 일으키는 흔한 환경 요인이다.
암은 종종 환경 요인과 연관되어 나타난다. 정상 체중을 유지하고, 건강에 좋은 음식 위주로 섭취하며, 음주를 최소화하며 금연하는 것이 발병 위험성을 낮출 수 있다.
천식이나 자폐의 환경 요인 역시 연구되어 왔다.

## 같이 보기
- 생리생태학
- 역학 (의학)
- 오염
- 공중보건
- 양적유전학
- 독물학